# Diego Guerra Taixeirão
Diego Guerra Taixeirão (Nova Friburgo, Río de Janeiro, 11 de noviembre de 1990) es un futbolista brasileño. Juega como defensa en el Portuguesa RJ de la Serie D de Brasil.

## Estadísticas
Actualizado el 8 de diciembre de 2022.
| Club                        | Div.          | Temporada     | Liga  | Liga  | Estatal | Estatal | Copas nacionales(1) | Copas nacionales(1) | Copas internacionales(2) | Copas internacionales(2) | Total | Total |
| Club                        | Div.          | Temporada     | Part. | Goles | Part.   | Goles   | Part.               | Goles               | Part.                    | Goles                    | Part. | Goles |
| --------------------------- | ------------- | ------------- | ----- | ----- | ------- | ------- | ------------------- | ------------------- | ------------------------ | ------------------------ | ----- | ----- |
| Friburguense A. C. · Brasil | 2ª            | 2010          | -     | -     | 2       | 0       | -                   | -                   | -                        | -                        | 2     | 0     |
| Friburguense A. C. · Brasil | 2ª            | 2012          | 10    | 0     | 14      | 1       | -                   | -                   | -                        | -                        | 24    | 1     |
| Friburguense A. C. · Brasil | 2ª            | 2013          | -     | -     | 15      | 1       | -                   | -                   | -                        | -                        | 15    | 1     |
| Friburguense A. C. · Brasil | 2ª            | 2016          | -     | -     | 12      | 0       | -                   | -                   | -                        | -                        | 12    | 0     |
| Friburguense A. C. · Brasil | Total club    | Total club    | 10    | 0     | 43      | 2       | 0                   | 0                   | 0                        | 0                        | 53    | 2     |
| Macaé E. F. C. · Brasil     | 3ª            | 2013          | 6     | 0     | -       | -       | -                   | -                   | -                        | -                        | 6     | 0     |
| Macaé E. F. C. · Brasil     | 3ª            | 2016          | 2     | 0     | -       | -       | -                   | -                   | -                        | -                        | 2     | 0     |
| Macaé E. F. C. · Brasil     | Total club    | Total club    | 8     | 0     | 0       | 0       | 0                   | 0                   | 0                        | 0                        | 8     | 0     |
| Madureira E. C. · Brasil    | 4ª            | 2017          | -     | -     | 11      | 0       | -                   | -                   | -                        | -                        | 11    | 0     |
| Madureira E. C. · Brasil    | Total club    | Total club    | 0     | 0     | 11      | 0       | 0                   | 0                   | 0                        | 0                        | 11    | 0     |
| Cafetaleros · México        | 2ª            | 2017-18       | 29    | 3     | -       | -       | 2                   | 0                   | -                        | -                        | 31    | 3     |
| Cafetaleros · México        | 2ª            | 2018          | 9     | 0     | -       | -       | 1                   | 0                   | -                        | -                        | 10    | 0     |
| Cafetaleros · México        | Total club    | Total club    | 38    | 3     | 0       | 0       | 3                   | 0                   | 0                        | 0                        | 41    | 3     |
| Portuguesa R. J. · Brasil   | 4ª            | 2019          | 8     | 0     | 2       | 0       | -                   | -                   | -                        | -                        | 10    | 0     |
| Portuguesa R. J. · Brasil   | 4ª            | 2020          | 10    | 0     | 15      | 0       | -                   | -                   | -                        | -                        | 25    | 0     |
| Portuguesa R. J. · Brasil   | 4ª            | 2021          | 0     | 0     | 13      | 1       | -                   | -                   | -                        | -                        | 13    | 1     |
| Portuguesa R. J. · Brasil   | Total club    | Total club    | 18    | 0     | 30      | 1       | 0                   | 0                   | 0                        | 0                        | 48    | 1     |
| Botafogo F. C. · Brasil     | 3ª            | 2021          | 15    | 1     | -       | -       | -                   | -                   | -                        | -                        | 15    | 1     |
| Botafogo F. C. · Brasil     | 3ª            | 2022          | 23    | 1     | 9       | 0       | -                   | -                   | -                        | -                        | 32    | 1     |
| Botafogo F. C. · Brasil     | Total club    | Total club    | 38    | 1     | 9       | 0       | 0                   | 0                   | 0                        | 0                        | 47    | 2     |
| Total carrera               | Total carrera | Total carrera | 112   | 5     | 93      | 3       | 3                   | 0                   | 0                        | 0                        | 208   | 8     |

## Palmarés

### Campeonatos nacionales
| Título                  | Club        | País   | Año     |
| ----------------------- | ----------- | ------ | ------- |
| Ascenso MX              | Cafetaleros | México | 2018    |
| Final Temporada 2017-18 | Cafetaleros | México | 2017-18 |